# Tengkerang Timur
Tengkerang Timur is een bestuurslaag in het regentschap Pekanbaru van de provincie Riau, Indonesië. Tengkerang Timur telt 30.249 inwoners (volkstelling 2010).